# Australian Open-mesterskabet i herredouble 2016
Australian Open-mesterskabet i herredouble 2016 var den 104. turnering om Australian Open-mesterskabet i herredouble. Turneringen var en del af Australian Open 2016 og blev spillet på hardcourt-baner af typen Plexicushion i Melbourne Park i Melbourne, Victoria, Australien i perioden 20. - 30. januar 2016.
Mesterskabet blev vundet af Jamie Murray og Bruno Soares, som i deres første grand slam-turnering som par begge sikrede sig deres første grand slam-titel i herredouble. Murray havde (sammen med John Peers) også været i finalen i de to foregående grand slam-turneringer, mens Bruno Soares tidligere havde tabt finalen ved US Open 2013. I finalen vandt det skotsk-brasilianske par med 2−6, 6−4, 7−5 over veteranerne Daniel Nestor og Radek Štepánek, der med en samlet alder på 80 år var det ældste par i den åbne æra, der havde formået at spille sig frem til en grand slam-finale.
Simone Bolelli og Fabio Fognini var forsvarende mestre, men italienerne tabte i anden runde til franskmændene Adrian Mannarino og Lucas Pouille.

## Pengepræmier og ranglistepoint
Den samlede præmiesum til spillerne i herredouble androg A$ 2.859.000 (ekskl. per diem), hvilket var en stigning på 10,5 % i forhold til året før.
| Resultat                   | Pengepræmier | Pengepræmier | Ændring ift. 2015 | ATP-point |
| Resultat                   | Pr. par      | Total        | Ændring ift. 2015 | ATP-point |
| -------------------------- | ------------ | ------------ | ----------------- | --------- |
| Vinder (1 par)             | A$ 635.000   | A$ 635.000   | + 10,4 %          | 2.000     |
| Finalist (1 par)           | A$ 315.000   | A$ 315.000   | + 10,5 %          | 1.200     |
| Semifinalister (2 par)     | A$ 157.500   | A$ 315.000   | + 10,5 %          | 720       |
| Kvartfinalister (4 par)    | A$ 78.500    | A$ 314.000   | + 10,6 %          | 360       |
| Tabere i 3. runde (8 par)  | A$ 43.000    | A$ 344.000   | + 8,9 %           | 180       |
| Tabere i 2. runde (16 par) | A$ 25.500    | A$ 408.000   | + 10,9 %          | 90        |
| Tabere i 1. runde (32 par) | A$ 16.500    | A$ 528.000   | + 11,5 %          | 0         |
| Samlet præmiesum           |              | A$ 2.859.000 | + 10,5 %          |           |

## Turnering

### Deltagere
Turneringen havde deltagelse af 64 par, der var fordelt på:
- 57 direkte kvalificerede par i form af deres ranglisteplacering.
- 7 par, der havde modtaget et wildcard.

#### Seedede par
De 16 bedst placerede af deltagerne på ATP's verdensrangliste i double blev seedet:
| Seedning | Spillere                            | Resultat     |
| -------- | ----------------------------------- | ------------ |
| 1        | Jean-Julien Rojer Horia Tecău       | Kvartfinale  |
| 2        | Ivan Dodig Marcelo Melo             | Tredje runde |
| 3        | Bob Bryan Mike Bryan                | Tredje runde |
| 4        | Rohan Bopanna Florin Mergea         | Tredje runde |
| 5        | Simone Bolelli Fabio Fognini        | Anden runde  |
| 6        | Pierre-Hugues Herbert Nicolas Mahut | Anden runde  |
| 7        | Jamie Murray Bruno Soares           | Vinder       |
| 8        | Henri Kontinen John Peers           | Anden runde  |

| Seedning | Spillere                          | Resultat     |
| -------- | --------------------------------- | ------------ |
| 9        | Vasek Pospisil Jack Sock          | Kvartfinale  |
| 10       | Łukasz Kubot Marcin Matkowski     | Anden runde  |
| 11       | Dominic Inglot Robert Lindstedt   | Tredje runde |
| 12       | Juan Sebastián Cabal Robert Farah | Tredje runde |
| 13       | Raven Klaasen Rajeev Ram          | Kvartfinale  |
| 14       | Treat Huey Maks Mirny             | Kvartfinale  |
| 15       | Feliciano López Marc López        | Anden runde  |
| 16       | Pablo Cuevas Marcel Granollers    | Semifinale   |

#### Wild cards
Syv par modtog et wildcard til turneringen.
| Spillere                        | Resultat     |
| ------------------------------- | ------------ |
| Alex Bolt Andrew Whittington    | Første runde |
| Hsieh Cheng-Peng Yang Tsung-Hua | Første runde |
| James Duckworth John Millman    | Første runde |
| Omar Jasika Nick Kyrgios        | Første runde |
| Luke Saville John-Patrick Smith | Første runde |
| Sam Groth Lleyton Hewitt        | Tredje runde |
| Austin Krajicek Donald Young    | Anden runde  |

### Resultater

#### Kvartfinaler, semifinaler og finale
| Jean-Julien Rojer |
| Horia Tecău       |

| Adrian Mannarino |
| Lucas Pouille    |

| Adrian Mannarino |
| Lucas Pouille    |

| Raven Klaasen |
| Rajeev Ram    |

| Jamie Murray |
| Bruno Soares |

| Jamie Murray |
| Bruno Soares |

| Jamie Murray |
| Bruno Soares |

| Daniel Nestor  |
| Radek Štepánek |

| Daniel Nestor  |
| Radek Štepánek |

| Treat Huey |
| Maks Mirny |

| Daniel Nestor  |
| Radek Štepánek |

| Vasek Pospisil |
| Jack Sock      |

| Pablo Cuevas      |
| Marcel Granollers |

| Pablo Cuevas      |
| Marcel Granollers |

#### Første, anden og tredje runde
| Jean-Julien Rojer |
| Horia Tecău       |

| Martin Kližan      |
| Serhij Stakhovskij |

| Jean-Julien Rojer |
| Horia Tecău       |

| Benjamin Becker |
| Dominic Thiem   |

| Benjamin Becker |
| Dominic Thiem   |

| Paolo Lorenzi |
| Guido Pella   |

| Jean-Julien Rojer |
| Horia Tecău       |

| Marco Cecchinato |
| Andreas Seppi    |

| Marco Cecchinato |
| Andreas Seppi    |

| Julien Benneteau  |
| É. Roger-Vasselin |

| Marco Cecchinato |
| Andreas Seppi    |

| D. Muñoz de la Nava |
| A. Ramos Viñolas    |

| Feliciano López |
| Marc López      |

| Feliciano López |
| Marc López      |

| J.S. Cabal   |
| Robert Farah |

| Jérémy Chardy |
| Leander Paes  |

| J.S. Cabal   |
| Robert Farah |

| Brian Baker |
| Denis Kudla |

| Oliver Marach  |
| Fabrice Martin |

| Oliver Marach  |
| Fabrice Martin |

| J.S. Cabal   |
| Robert Farah |

| Adrian Mannarino |
| Lucas Pouille    |

| Adrian Mannarino |
| Lucas Pouille    |

| V. Estrella Burgos |
| Santiago Giraldo   |

| Adrian Mannarino |
| Lucas Pouille    |

| Rameez Junaid     |
| Mikhail Kukusjkin |

| Simone Bolelli |
| Fabio Fognini  |

| Simone Bolelli |
| Fabio Fognini  |

| Bob Bryan  |
| Mike Bryan |

| Chris Guccione |
| André Sá       |

| Bob Bryan  |
| Mike Bryan |

| Alex Bolt          |
| Andrew Whittington |

| Mahesh Bhupathi |
| Gilles Müller   |

| Mahesh Bhupathi |
| Gilles Müller   |

| Bob Bryan  |
| Mike Bryan |

| Steve Johnson |
| Sam Querrey   |

| Raven Klaasen |
| Rajeev Ram    |

| Lukáš Rosol  |
| Igor Zelenay |

| Steve Johnson |
| Sam Querrey   |

| Marcus Daniell |
| Artem Sitak    |

| Raven Klaasen |
| Rajeev Ram    |

| Raven Klaasen |
| Rajeev Ram    |

| Dominic Inglot   |
| Robert Lindstedt |

| Sergej Betov        |
| Tejmuraz Gabasjvili |

| Dominic Inglot   |
| Robert Lindstedt |

| Philipp Oswald |
| Adil Shamasdin |

| Eric Butorac |
| Scott Lipsky |

| Eric Butorac |
| Scott Lipsky |

| Dominic Inglot   |
| Robert Lindstedt |

| Mariusz Fyrstenberg |
| Jerzy Janowicz      |

| Jamie Murray |
| Bruno Soares |

| Federico Delbonis |
| Guillermo Durán   |

| Mariusz Fyrstenberg |
| Jerzy Janowicz      |

| Jonathan Marray |
| A. Qureshi      |

| Jamie Murray |
| Bruno Soares |

| Jamie Murray |
| Bruno Soares |

| P. Herbert    |
| Nicolas Mahut |

| Nicholas Monroe       |
| H. Podlipnik-Castillo |

| P. Herbert    |
| Nicolas Mahut |

| Radu Albot  |
| Chung Hyeon |

| Pablo Andújar       |
| Pablo Carreño Busta |

| Pablo Andújar       |
| Pablo Carreño Busta |

| Pablo Andújar       |
| Pablo Carreño Busta |

| Hsieh Cheng-Peng |
| Yang Tsung-Hua   |

| Daniel Nestor  |
| Radek Štěpánek |

| Daniel Nestor  |
| Radek Štěpánek |

| Daniel Nestor  |
| Radek Štěpánek |

| G. García-López |
| David Marrero   |

| Łukasz Kubot     |
| Marcin Matkowski |

| Łukasz Kubot     |
| Marcin Matkowski |

| Treat Huey |
| Maks Mirny |

| Aljaksandr Bury |
| Denis Istomin   |

| Treat Huey |
| Maks Mirny |

| Thomasz Bellucci  |
| Marcelo Demoliner |

| Thomasz Bellucci  |
| Marcelo Demoliner |

| Santiago González |
| Julian Knowle     |

| Treat Huey |
| Maks Mirny |

| James Duckworth |
| John Millman    |

| Rohan Bopanna |
| Florin Mergea |

| Lukáš Dlouhý |
| Jiří Veselý  |

| Lukáš Dlouhý |
| Jiří Veselý  |

| Omar Jasika  |
| Nick Kyrgios |

| Rohan Bopanna |
| Florin Mergea |

| Rohan Bopanna |
| Florin Mergea |

| Henri Kontinen |
| John Peers     |

| Luke Saville       |
| John-Patrick Smith |

| Henri Kontinen |
| John Peers     |

| Sam Groth      |
| Lleyton Hewitt |

| Sam Groth      |
| Lleyton Hewitt |

| Dušan Lajović  |
| Viktor Troicki |

| Sam Groth      |
| Lleyton Hewitt |

| Robin Haase       |
| Fernando Verdasco |

| Vasek Pospisil |
| Jack Sock      |

| Jonathan Erlich |
| Colin Fleming   |

| Robin Haase       |
| Fernando Verdasco |

| Philipp Petzschner |
| Alexander Peya     |

| Vasek Pospisil |
| Jack Sock      |

| Vasek Pospisil |
| Jack Sock      |

| Pablo Cuevas      |
| Marcel Granollers |

| Aleksandr Dolgopolov |
| Dmitrij Tursunov     |

| Pablo Cuevas      |
| Marcel Granollers |

| Mikhail Jelgin   |
| Matwé Middelkoop |

| Mikhail Jelgin   |
| Matwé Middelkoop |

| Leonardo Mayer |
| João Sousa     |

| Pablo Cuevas      |
| Marcel Granollers |

| Mate Pavić    |
| Michael Venus |

| Ivan Dodig   |
| Marcelo Melo |

| Austin Krajicek |
| Donald Young    |

| Austin Krajicek |
| Donald Young    |

| Aljaž Bedene |
| Dustin Beown |

| Ivan Dodig   |
| Marcelo Melo |

| Ivan Dodig   |
| Marcelo Melo |